# USS Ramage (DDG-61)
USS Ramage (DDG-61) — эсминец класса «Арли Бёрк». Построен на верфи Ingalls Shipbuilding, приписан к военно-морской базе Норфолк Норфолк, штат Виргиния.
Эсминец "Ремедж" назван в честь вице-адмирала Лоусона П. Ремеджа, известного командира подводных сил во время Второй мировой войны.
USS Ramage (DDG-61) - корабль управляемого ракетного оружия. Введён в строй 22 июля 1995 года. Его водоизмещение 8.775 тонн, скорость хода 32 узла. Имеет тактическое ударное вооружение, крылатые ракеты "Томагавк", зенитные управляемые ракеты, артиллерийское, противолодочное, минно-торпедное оружие, вертолёт. Экипаж 337 человек, из них 23 офицера.

## Боевая служба
28 октября 2009 года после участия в совместных учениях с ВМС Польши один из моряков эсминца при выходе из порта Гдыня случайно обстрелял портовые склады из пулемёта. Жертв и разрушений не было, но в результате корабль вынужден был вернуться в порт до окончания расследования.
В августе-сентябре 2013 года во время Гражданской войны в Сирии вместе с однотипными USS Barry (DDG-52), USS Gravely (DDG-107) и USS Mahan (DDG-72) размещался у побережья страны для возможного нанесения по ней ракетного удара.
8 октября 2023 года в связи с обострением Палестино-израильского конфликта эсминец был отправлен в составе ударной группы наряду с однотипными USS Carney (DDG 64) и USS Roosevelt (DDG 80), USS Thomas Hudner (DDG-116), а также авианосцем USS Gerald R. Ford (CVN-78), ракетным крейсером USS Normandy (CG 60) класса «Тикондерога».